# Gobierno de la Ciudad de Buenos Aires

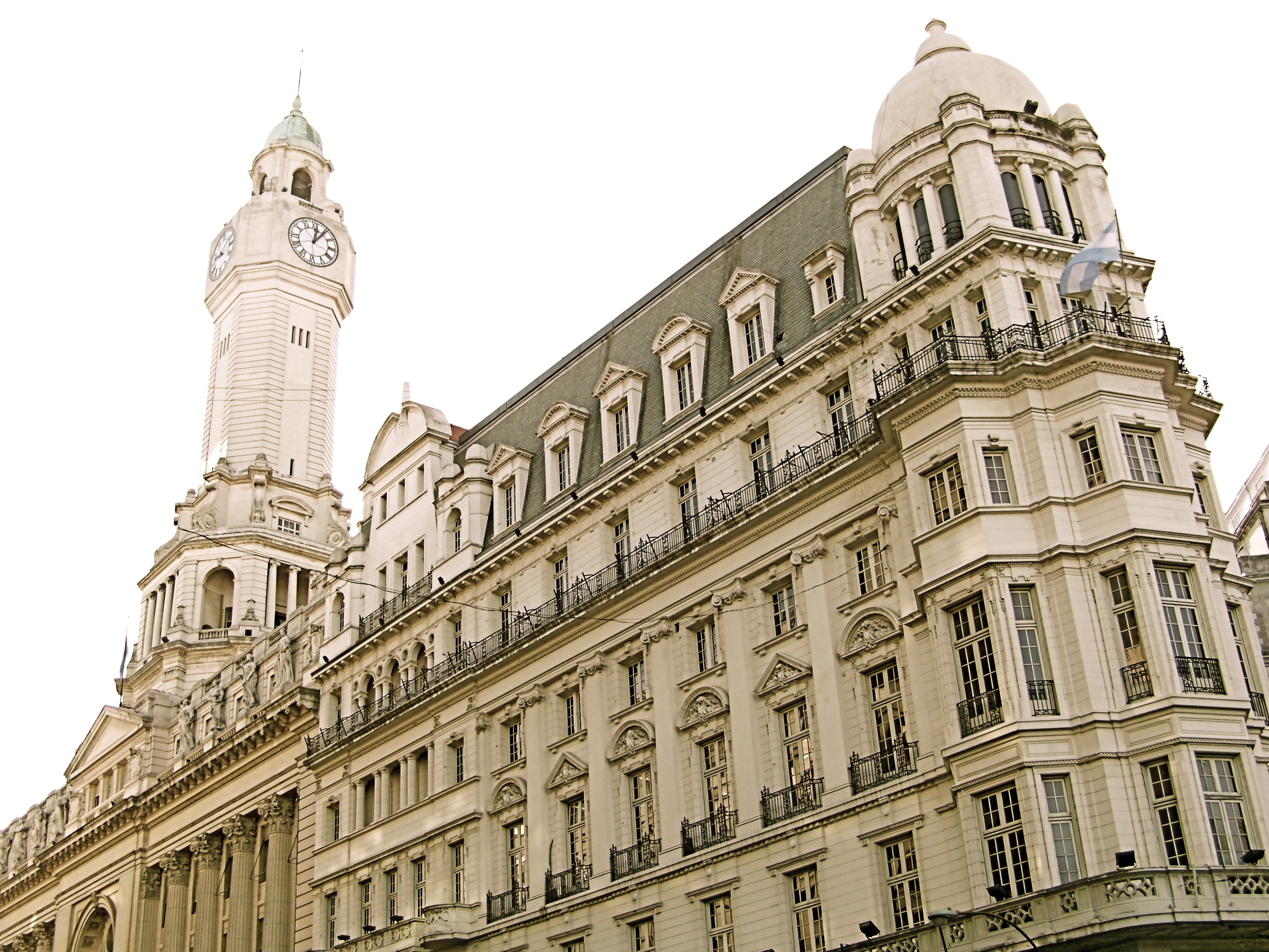
Legislatura de la Ciudad Autónoma de Buenos Aires.

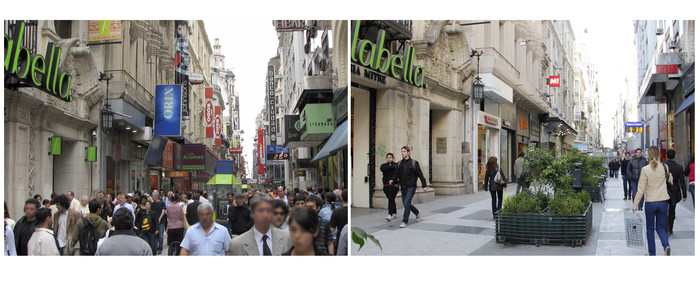
Antes y después de la Calle Florida, en Ciudad Autónoma de Buenos Aires. Después de la intervención de la Humanización del Espacio Público.

El poder ejecutivo de la Ciudad Autónoma de Buenos Aires, denominado Gobierno de la Ciudad Autónoma de Buenos Aires (GCABA o GCBA) o Jefatura de Gobierno de la Ciudad Autónoma de Buenos Aires, es ejercido por un jefe de gobierno electo por el voto popular en doble vuelta, cuya duración en el cargo es de cuatro años y con la posibilidad de reelección consecutiva por solamente un período más.
Antiguamente, con excepción de breves intervalos en que las autoridades municipales estuvieron bajo la jurisdicción del gobierno nacional, o tuvieron algo de autonomía, fue el Gobierno de la Provincia de Buenos Aires el que controló la ciudad. Al pasar a depender de la Nación, en 1880, la máxima autoridad de Buenos Aires pasó a ser un intendente designado por el presidente de la Nación, que contaba con un Concejo Deliberante elegido por voto popular. Sin embargo, tras la reforma constitucional argentina de 1994, se acordó darle a Buenos Aires el estatus de ciudad autónoma, y su Jefe de Gobierno ha sido elegido, desde 1996, por sus habitantes, cada cuatro años, junto con un vicejefe que preside la Legislatura de la Ciudad de Buenos Aires compuesta por 60 miembros. Cada diputado dura cuatro años en sus funciones, y la legislatura se renueva por mitades cada dos años mediante el voto directo no acumulativo con base en la Ley o al Sistema D'Hondt. El artículo 62 de la constitución porteña señala que el sufragio es libre, igual, secreto, universal, obligatorio y no acumulativo. Los extranjeros residentes gozan de este derecho, con las obligaciones correlativas, en igualdad de condiciones que los ciudadanos argentinos empadronados en este distrito, en los términos que establece la ley. En 2015, se intentó incorporar el Sistema de Boleta Única Electrónica, con el fin de "garantizar mejor seguridad en el desarrollo de los comicios".
El Jefe de Gobierno puede designar a sus ministros y secretarios según la mencionada Constitución de la Ciudad de Buenos Aires. Esta constitución, además, prevé también la figura de un ministro coordinador, el Jefe de Gabinete, que tiene institucionalmente el rol de refrendar los decretos y la administración del Presupuesto sancionado por la Legislatura. En el ámbito del poder judicial, de acuerdo a la Ley 24588, la Justicia de la ciudad solamente tiene jurisdicción en temas de penales, vecindad, contravencional y de faltas, contencioso-administrativa y tributaría locales. Se encuentra conformado por el Tribunal Superior de Justicia, el Consejo de la Magistratura, el Ministerio Público y los diferentes Tribunales de la ciudad. Sin embargo, su organización en términos de autonomía legislativa y judicial, es menor -en términos jurídicos- que la de cualquiera de las provincias que componen la República Argentina. La Justicia en asuntos de derecho común que se imparte en la ciudad está regida por el Poder Judicial de la Nación.
A partir de 2007, la ciudad se ha embarcado en un nuevo esquema de descentralización, con la creación de nuevas comunas, que han de ser gestionados por comités electos de siete miembros cada uno. Cada una de ellas posee su propio patrimonio y presupuesto. Al año siguiente, se creó la Policía Metropolitana de Buenos Aires, iniciando sus actividades oficialmente el 5 de febrero de 2010.

## Historia
Desde 1996 el Gobierno de la Ciudad Autónoma de Buenos Aires está organizado mediante un régimen de autonomía en virtud de lo establecido por la Reforma de la Constitución Argentina del año 1994 (art. 129). Este régimen de autonomía fue precisado en sus características por la Ley Nacional N.º 24.588 y la Constitución de la Ciudad de Buenos Aires de 1996 que, de acuerdo a lo ordenado por la Constitución Nacional, estableció un régimen republicano, con los tres poderes clásicos (ejecutivo, legislativo y judicial), varios órganos de control y un régimen comunal. 
El titular del Poder Ejecutivo lleva el título de Jefe de Gobierno de la Ciudad de Buenos Aires. 
- El Poder Ejecutivo de la Ciudad de Buenos Aires está representado por el Gobierno de la Ciudad Autónoma de Buenos Aires.
- El Poder Legislativo de la Ciudad de Buenos Aires está representado por la Legislatura de la Ciudad Autónoma de Buenos Aires.

Con anterioridad a 1996, la ciudad de Buenos Aires era un municipio gobernado por un funcionario con el título de «Intendente», elegido por el presidente de la Nación con acuerdo del Senado y un Concejo Deliberante elegido por voto popular. Denominándose el Poder Ejecutivo de la Ciudad de Buenos Aires como Municipalidad de la Ciudad de Buenos Aires, o simplemente MCBA.

### Limitaciones a la autonomía de la Ciudad
La Ciudad Autónoma de Buenos Aires goza de un régimen de autonomía especial garantizado por la Constitución Nacional. Existen divergencias, tanto en el mundo político como jurídico, sobre los alcances y límites de esa autonomía. Este Gobierno posee facultades propias legislativas y jurisdiccionales que van en aumento; siendo asumidas de manera gradual y progresiva.
Es al Congreso de la Nación al que le corresponde precisar las limitaciones de la autonomía porteña. Ello ha sido realizado por la Ley N.º 24.588 de 1996, conocida como Ley Cafiero. Entre las limitaciones establecidas por la Ley Cafiero se encuentran varios fueros judiciales (civil, penal, laboral, comercial), varias áreas del transporte, facultades en materia de política laboral, la zona portuaria, etc. Estas limitaciones han generado reclamos por parte de varios sectores políticos porteños y en general los porteños y los ciudadanos del resto de las provincias tienen puntos de vista considerablemente diferentes sobre las limitaciones a la autonomía de Buenos Aires, sobre todo en materia presupuestaria (de dónde debieran provenir los fondos para sostener esas actividades).
En el año 1986 con el expresidente Raúl Alfonsín inició el Proyecto Patagonia que estaba relacionado con el traslado de la Capital Federal a la Ciudad de Viedma. Se abrió por entonces un debate sobre la eventualidad de que la Ciudad de Buenos Aires retornara a la jurisdicción de la Provincia de Buenos Aires, lo que se resolvió con el artículo 6º de la ley 23.512, el cual establecía la provincialización de la ciudad una vez que las autoridades federales estuvieran radicadas en su nueva sede y que se debería convocar a una Convención Constituyente para organizar sus instituciones.

## Intendentes de gobierno

### Lista de Intendentes
| Orden | Imagen | Intendente                            | Inicio del mandato       | Fin del mandato          | Observaciones                                               |
| 1.º   |        | Torcuato de Alvear (PAN)              | 10 de mayo de 1883       | 10 de mayo de 1887       |                                                             |
| 2.º   |        | Antonio F. Crespo                     | 14 de mayo de 1887       | 14 de agosto de 1888     |                                                             |
| 3.º   |        | Guillermo Cranwell (PAN)              | 14 de agosto de 1888     | 10 de mayo de 1889       |                                                             |
| 4.º   |        | Francisco Seeber (PAN)                | 10 de mayo de 1889       | 4 de junio de 1890       |                                                             |
| 5.º   |        | Francisco Bollini                     | 22 de junio de 1890      | 31 de octubre de 1892    |                                                             |
| 6.º   |        | Juan José Montes de Oca               | 31 de octubre de 1892    | 7 de noviembre de 1892   | Interino durante ese año                                    |
| 7.º   |        | Miguel Cané (PAN)                     | 7 de noviembre de 1892   | 7 de junio de 1893       |                                                             |
| 8.º   |        | Federico Pinedo (padre) (PAN)         | 20 de junio de 1893      | 20 de agosto de 1894     |                                                             |
| 9.º   |        | Emilio Bunge                          | 14 de septiembre de 1894 | 12 de septiembre de 1896 |                                                             |
| 10.º  |        | Francisco Alcobendas (UCN)            | 12 de septiembre de 1896 | 14 de septiembre de 1898 |                                                             |
| 11.º  |        | Martín Biedma (PAN)                   | 14 de septiembre de 1898 | 20 de octubre de 1898    | Interino durante ese año                                    |
| 12.º  |        | Adolfo Bullrich (PAN)                 | 20 de octubre de 1898    | 20 de octubre de 1902    |                                                             |
| 13.º  |        | Alberto Casares                       | 20 de octubre de 1902    | 20 de octubre de 1904    |                                                             |
| 14.º  |        | Carlos Roseti (PAN)                   | 20 de octubre de 1904    | 16 de marzo de 1906      |                                                             |
| 15.º  |        | Manuel Obarrio                        | 16 de marzo de 1906      | 22 de marzo de 1906      | Interino por 7 días                                         |
| 16.º  |        | Alberto Casares                       | 22 de marzo de 1906      | 9 de noviembre de 1906   |                                                             |
| 17.º  |        | Manuel Obarrio                        | 10 de noviembre de 1906  | 7 de febrero de 1907     | Interino por 3 meses                                        |
| 18.º  |        | Carlos Torcuato de Alvear (PAN)       | 8 de febrero de 1907     | 7 de enero de 1908       |                                                             |
| 19.º  |        | Manuel Güiraldes (PAN)                | 25 de enero de 1908      | 12 de octubre de 1910    |                                                             |
| 20.º  |        | Joaquín de Anchorena (Unión Nacional) | 20 de octubre de 1910    | 24 de octubre de 1914    |                                                             |
| 21.º  |        | Enrique Palacio                       | 26 de octubre de 1914    | 23 de febrero de 1915    |                                                             |
| 22.º  |        | Arturo Gramajo                        | 23 de febrero de 1915    | 14 de noviembre de 1916  |                                                             |
| 23.º  |        | Joaquín Llambías (UCR)                | 14 de noviembre de 1916  | 14 de noviembre de 1919  |                                                             |
| 24.º  |        | Saturnino García Anido (UCR)          | 15 de noviembre de 1919  | 3 de diciembre de 1919   | Interino por 18 días durante ese año                        |
| 25.º  |        | José Luis Cantilo (UCR)               | 5 de diciembre de 1919   | 25 de octubre de 1921    |                                                             |
| 26.º  |        | Juan Bartneche (UCR)                  | 26 de octubre de 1921    | 13 de octubre de 1922    |                                                             |
| 27.º  |        | Virgilio Tedín Uriburu                | 13 de octubre de 1922    | 15 de octubre de 1922    | Interino por 3 días durante ese año                         |
| 28.º  |        | Carlos Noel (UCR-A)                   | 16 de octubre de 1922    | 3 de mayo de 1927        |                                                             |
| 29.º  |        | Horacio Casco (UCR-A)                 | 3 de mayo de 1927        | 12 de octubre de 1928    |                                                             |
| 30.º  |        | Adrián Fernández Casco                | 12 de octubre de 1928    | 14 de noviembre de 1928  | Interino por 32 días durante ese año                        |
| 31.º  |        | José Luis Cantilo (UCR)               | 15 de noviembre de 1928  | 6 de septiembre de 1930  |                                                             |
| 32.º  |        | José Guerrico                         | 18 de septiembre de 1930 | 20 de febrero de 1932    |                                                             |
| 33.º  |        | Rómulo Naón (UCR-A)                   | 20 de febrero de 1932    | 19 de noviembre de 1932  | Interino durante ese año                                    |
| 34.º  |        | Mariano de Vedia y Mitre              | 19 de noviembre de 1932  | 19 de febrero de 1938    |                                                             |
| 35.º  |        | Arturo Goyeneche (UCR-A)              | 20 de febrero de 1938    | 26 de noviembre de 1940  |                                                             |
| 36.º  |        | Raúl Savarese (UCR)                   | 26 de noviembre de 1940  | 6 de diciembre de 1940   | Interino por 10 días durante ese año                        |
| 37.º  |        | Carlos Alberto Pueyrredón (PDN)       | 6 de diciembre de 1940   | 11 de junio de 1943      |                                                             |
| 38.º  |        | Ernesto Padilla (de facto)            | 12 de junio de 1943      | 15 de junio de 1943      | Interino por 4 días durante ese año                         |
| 39.º  |        | Basilio Pertiné (de facto)            | 15 de junio de 1943      | 5 de abril de 1944       |                                                             |
| 40.º  |        | César R. Caccia (de facto)            | 12 de abril de 1944      | 3 de junio de 1946       |                                                             |
| 41.º  |        | Emilio P. Siri (PP)                   | 6 de junio de 1946       | 16 de noviembre de 1949  |                                                             |
| 42.º  |        | Juan Virgilio Debenedetti (PP)        | 26 de noviembre de 1949  | 19 de febrero de 1952    |                                                             |
| 43.º  |        | Jorge Sabaté (PP)                     | 20 de febrero de 1952    | 26 de octubre de 1954    |                                                             |
| 44.º  |        | Bernardo Gago (PP)                    | 27 de octubre de 1954    | 23 de septiembre de 1955 |                                                             |
| 45.º  |        | Miguel A. Madero                      | 26 de septiembre de 1955 | 8 de junio de 1956       |                                                             |
| 46.º  |        | Luis María de la Torre Campos (PDP)   | 8 de junio de 1956       | 25 de enero de 1957      |                                                             |
| 47.º  |        | Eduardo H. Bergalli (UCR)             | 26 de enero de 1957      | 18 de septiembre de 1957 | Interino por 7 meses y medio durante ese año                |
| 48.º  |        | Ernesto Florit                        | 20 de septiembre de 1957 | 1 de mayo de 1958        |                                                             |
| 49.º  |        | Roberto Etchepareborda (UCRI)         | 1 de mayo de 1958        | 13 de mayo de 1958       | Interino por 13 días durante ese año                        |
| 50.º  |        | Hernán M. Giralt (UCRI)               | 14 de mayo de 1958       | 25 de junio de 1962      |                                                             |
| 51.º  |        | Alberto Prebisch                      | 26 de junio de 1962      | 12 de octubre de 1963    |                                                             |
| 52.º  |        | Carlos Riú                            | 12 de octubre de 1963    | 15 de octubre de 1963    |                                                             |
| 53.º  |        | Francisco Rabanal (UCRP)              | 17 de octubre de 1963    | 28 de junio de 1966      |                                                             |
| 54.º  |        | Eugenio Schettini (de facto)          | 6 de julio de 1966       | 6 de septiembre de 1967  |                                                             |
| 55.º  |        | Manuel Iricíbar (de facto)            | 8 de septiembre de 1967  | 1 de marzo de 1971       |                                                             |
| 56.º  |        | Tomás J. Caballero (de facto)         | 1 de marzo de 1971       | 26 de marzo de 1971      | Interino por 26 días durante ese año                        |
| 57.º  |        | Saturnino Montero Ruiz (de facto)     | 31 de marzo de 1971      | 25 de mayo de 1973       |                                                             |
| 58.º  |        | Leopoldo Frenkel (PJ)                 | 4 de junio de 1973       | 6 de agosto de 1973      | Interino por 2 meses durante ese año                        |
| 59.º  |        | Juan Debenedetti (PJ)                 | 7 de agosto de 1973      | 27 de agosto de 1973     | Interino por 20 días durante ese año                        |
| 60.º  |        | José Embrioni (PJ)                    | 30 de agosto de 1973     | 23 de marzo de 1976      |                                                             |
| 61.º  |        | Eduardo A. Crespi (de facto)          | 24 de marzo de 1976      | 2 de abril de 1976       | Interino por 8 días durante ese año                         |
| 62.º  |        | Osvaldo Andrés Cacciatore (de facto)  | 2 de abril de 1976       | 31 de marzo de 1982      |                                                             |
| 63.º  |        | Guillermo J. Del Cioppo (de facto)    | 31 de marzo de 1982      | 10 de diciembre de 1983  |                                                             |
| 64.º  |        | Julio César Saguier (UCR)             | 10 de diciembre de 1983  | 13 de enero de 1987      |                                                             |
| 65.º  |        | Facundo Suárez Lastra (UCR)           | 14 de enero de 1987      | 8 de julio de 1989       |                                                             |
| 66.º  |        | Carlos Grosso (PJ)                    | 8 de julio de 1989       | 26 de octubre de 1992    |                                                             |
| 67.º  |        | Saúl Bouer (PJ)                       | 26 de octubre de 1992    | 5 de septiembre de 1994  |                                                             |
| 68.º  |        | Jorge Domínguez (PJ)                  | 5 de septiembre de 1994  | 6 de agosto de 1996      | Último intendente designado por el Poder Ejecutivo Nacional |

## Jefes de gobierno
La Jefatura de Gobierno de la Ciudad de Buenos Aires es la forma de gobierno adoptada por el Poder Ejecutivo de la Ciudad Autónoma de Buenos Aires desde el año 1996, luego de la declaración de autonomía de esta ciudad, capital de la República Argentina. 
Esta forma de gobierno es ejercida por un Jefe de Gobierno electo por el voto popular, cuya duración en el cargo es de cuatro años y con la posibilidad de reelección consecutiva por un solo período. Junto al Jefe de Gobierno también se encuentra la figura del Vicejefe de Gobierno, quien también es elegido por el voto popular con los mismos períodos que el Jefe de Gobierno y cuya función es la de asumir temporalmente el mando del Poder Ejecutivo en caso de ausencia, o de manera definitiva en caso de acefalía. 
La figura del Jefe de Gobierno de la Ciudad de Buenos Aires sustituyó la anterior figura del Intendente de la Ciudad de Buenos Aires, el cual era designado por el Presidente de la Nación en ejercicio, con el acuerdo del Senado de la Nación Argentina.
Desde 1996 el Gobierno de la Ciudad de Buenos Aires está organizado mediante un régimen de autonomía en virtud de lo establecido por la Reforma constitucional argentina de 1994 (art. 129). Este régimen de autonomía fue precisado en sus características por la Ley Nacional N.º 24.588 y la Constitución de la Ciudad de Buenos Aires de 1996 que, de acuerdo a lo ordenado por la Constitución Nacional, estableció un régimen republicano, con los tres poderes clásicos (ejecutivo, legislativo y judicial), varios órganos de control y un régimen comunal. El titular del Poder Ejecutivo lleva el título de Jefe de Gobierno de la Ciudad de Buenos Aires

### Lista de jefes de gobierno
| Unión Cívica Radical / Partido Justicialista / Frente Grande / Compromiso para el Cambio / Propuesta Republicana | Unión Cívica Radical / Partido Justicialista / Frente Grande / Compromiso para el Cambio / Propuesta Republicana | Unión Cívica Radical / Partido Justicialista / Frente Grande / Compromiso para el Cambio / Propuesta Republicana | Unión Cívica Radical / Partido Justicialista / Frente Grande / Compromiso para el Cambio / Propuesta Republicana | Unión Cívica Radical / Partido Justicialista / Frente Grande / Compromiso para el Cambio / Propuesta Republicana | Unión Cívica Radical / Partido Justicialista / Frente Grande / Compromiso para el Cambio / Propuesta Republicana | Unión Cívica Radical / Partido Justicialista / Frente Grande / Compromiso para el Cambio / Propuesta Republicana | Unión Cívica Radical / Partido Justicialista / Frente Grande / Compromiso para el Cambio / Propuesta Republicana | Unión Cívica Radical / Partido Justicialista / Frente Grande / Compromiso para el Cambio / Propuesta Republicana | Unión Cívica Radical / Partido Justicialista / Frente Grande / Compromiso para el Cambio / Propuesta Republicana | Unión Cívica Radical / Partido Justicialista / Frente Grande / Compromiso para el Cambio / Propuesta Republicana |
| N.º | Retrato | Jefe de gobierno                                                                                                 | Jefe de gobierno                                                                                                 | Origen | Mandato | Partido | Cargo anterior                                                                                                   | N.º | Vicejefe de gobierno                                                                                             | Vicejefe de gobierno                                                                                             |
| --- | --- | --- | --- | --- | --- | --- | --- | --- | --- | --- |
| 1 | | | Fernando de la Rúa 1937 – 2019 (81 años)                                                                         | Provincia de Córdoba                                                                                             | 7 de agosto de 1996 – 10 de diciembre de 1999 (Renunció)                                                         | Unión Cívica Radical                                                                                             | Senador de la Nación Argentina (1993–1996)                                                                       | 1 (1996) | | Enrique Olivera (Asumió como Jefe de Gobierno)                                                                   |
| 2 | | | Enrique Olivera 1940 – 2014 (74 años)                                                                            | Ciudad Autónoma de Buenos Aires                                                                                  | 10 de diciembre de 1999 – 7 de agosto de 2000                                                                    | Unión Cívica Radical                                                                                             | Vicejefe de gobierno de la ciudad de Buenos Aires (1996–1999)                                                    | 1 (1996) | Vacante | Vacante |
| 3 | | | Aníbal Ibarra 1958 – (67 años)                                                                                   | Provincia de Buenos Aires                                                                                        | 7 de agosto de 2000 – 10 de diciembre de 2003                                                                    | Frente Grande | Vicepresidente de la Legislatura de Buenos Aires (1997–2000)                                                     | 2 (2000) | | Cecilia Felgueras                                                                                                |
| 3 | 10 de diciembre de 2003 – 7 de marzo de 2006 (Destituido)                                                        | Jefe de Gobierno de la Ciudad de Buenos Aires (2000–2003)                                                        | Aníbal Ibarra 1958 – (67 años)                                                                                   | Provincia de Buenos Aires                                                                                        | 3 (2003) | Frente Grande | | Jorge Telerman (Asumió como Vicejefe a cargo del Ejecutivo)                                                      | | |
| 4 | | | Jorge Telerman 1955 – (69 años)                                                                                  | Ciudad Autónoma de Buenos Aires                                                                                  | 3 (2003) | 14 de noviembre de 2005 – 7 de marzo de 2006                                                                     | Partido Justicialista                                                                                            | Vicejefe de gobierno de la ciudad de Buenos Aires (2003–2006)                                                    | Vacante | Vacante |
| 4 | 7 de marzo de 2006 – 10 de diciembre de 2007                                                                     | Vacante | Vacante | Ciudad Autónoma de Buenos Aires                                                                                  | 3 (2003) | | Partido Justicialista                                                                                            | Vicejefe de gobierno de la ciudad de Buenos Aires (2003–2006)                                                    | | |
| 5 | | | Mauricio Macri 1959 – (66 años)                                                                                  | Provincia de Buenos Aires                                                                                        | 10 de diciembre de 2007 – 10 de diciembre de 2011                                                                | Compromiso para el Cambio                                                                                        | Diputado de la Nación Argentina (2005–2007)                                                                      | 4 (2007) | | Gabriela Michetti (Renunció el 20 de abril de 2009)                                                              |
| 5 | Vacante | | Mauricio Macri 1959 – (66 años)                                                                                  | Provincia de Buenos Aires                                                                                        | 10 de diciembre de 2007 – 10 de diciembre de 2011                                                                | Compromiso para el Cambio                                                                                        | Diputado de la Nación Argentina (2005–2007)                                                                      | 4 (2007) | | |
| 5 | | 10 de diciembre de 2011 – 10 de diciembre de 2015                                                                | Mauricio Macri 1959 – (66 años)                                                                                  | Provincia de Buenos Aires                                                                                        | Propuesta Republicana                                                                                            | Jefe de Gobierno de la Ciudad de Buenos Aires (2007–2011)                                                        | 5 (2011) | | María Eugenia Vidal                                                                                              | |
| 6 | | | Horacio Rodríguez Larreta 1965 – (59 años)                                                                       | Ciudad Autónoma de Buenos Aires                                                                                  | 10 de diciembre de 2015 – 10 de diciembre de 2019                                                                | Propuesta Republicana                                                                                            | Jefe de Gabinete del Gobierno de la Ciudad de Buenos Aires (2007–2015)                                           | 6 (2015) | | Diego Santilli (Renunció el 22 de julio de 2021)                                                                 |
| 6 | 10 de diciembre de 2019 – 7 de diciembre de 2023                                                                 | 7 (2019) | Horacio Rodríguez Larreta 1965 – (59 años)                                                                       | Ciudad Autónoma de Buenos Aires                                                                                  | | Propuesta Republicana                                                                                            | Jefe de Gabinete del Gobierno de la Ciudad de Buenos Aires (2007–2015)                                           | | | Diego Santilli (Renunció el 22 de julio de 2021)                                                                 |
| 6 | 10 de diciembre de 2019 – 7 de diciembre de 2023                                                                 | 7 (2019) | Horacio Rodríguez Larreta 1965 – (59 años)                                                                       | Ciudad Autónoma de Buenos Aires                                                                                  | Vacante | Propuesta Republicana                                                                                            | Jefe de Gabinete del Gobierno de la Ciudad de Buenos Aires (2007–2015)                                           | | | |
| 7 | | | Jorge Macri 1965 – (60 años)                                                                                     | Provincia de Buenos Aires                                                                                        | 7 de diciembre de 2023 – En el cargo                                                                             | Propuesta Republicana                                                                                            | Intendente de Vicente López (2011-2023)                                                                          | 8 (2023) | | Clara Muzzio |

## Atribuciones y facultades del Jefe de Gobierno
Según el Artículo 104.º de la Constitución de la Ciudad de Buenos Aires, estas son las atribuciones y facultades del Jefe de Gobierno:
1. Representa legalmente la Ciudad, pudiendo delegar esta atribución, incluso en cuanto a la absolución de posiciones en juicio. De igual modo la representa en sus relaciones con el Gobierno Federal, con las Provincias, con los entes públicos y en los vínculos internacionales.
2. Formula y dirige las políticas públicas y ejecuta las leyes.
3. Concluye y firma los tratados, convenios y acuerdos internacionales e interjurisdiccionales. También puede celebrar convenios con entes públicos nacionales, provinciales, municipales y extranjeros y con organismos internacionales, y acuerdos para formar regiones con las provincias y municipios, en especial con la Provincia de Buenos Aires y sus municipios respecto del área metropolitana, en todos los casos con aprobación de la Legislatura. Fomenta la instalación de sedes y delegaciones de organismos del Mercosur e internacionales en la Ciudad.
4. Puede nombrar un Ministro Coordinador, el que coordina y supervisa las actividades de los ministros y preside sus acuerdos y sesiones del Gabinete en ausencia del jefe de Gobierno.
5. Propone a los jueces del Tribunal Superior de Justicia.
6. Propone al fiscal general, al defensor oficial y al asesor oficial de incapaces.
7. Designa al procurador general de la ciudad con acuerdo de la legislatura.
8. Designa al síndico general.
9. Establece la estructura y organización funcional de los organismos de su dependencia. Nombra a los funcionarios y agentes de la Administración y ejerce la supervisión de su gestión.
10. Propone la creación de entes autárquicos o descentralizados.
11. Ejerce el poder de policía, incluso sobre los establecimientos de utilidad nacional que se encuentren en la Ciudad.
12. En ejercicio del poder de policía, aplica y controla las normas que regulan las relaciones individuales y colectivas del trabajo. Sin perjuicio de las competencias y responsabilidades del Gobierno Nacional en la materia, entiende en el seguimiento, medición e interpretación de la situación del empleo en la Ciudad.
13. Aplica las medidas que garantizan los derechos de los usuarios y consumidores consagrados en la Constitución Nacional, en la presente Constitución y en las leyes.
14. Establece la política de seguridad, conduce la policía local e imparte las órdenes necesarias para resguardar la seguridad y el orden público.
15. Coordina las distintas áreas del Gobierno Central con las Comunas.
16. Acepta donaciones y legados sin cargo.
17. Concede subsidios dentro de la previsión presupuestaria para el ejercicio.
18. Indulta o conmuta penas en forma individual y en casos excepcionales, previo informe del tribunal correspondiente. En ningún caso puede indultar o conmutar las inhabilitaciones e interdicciones previstas en esta Constitución, las penas por delitos contra la humanidad o por los cometidos por funcionarios públicos en el ejercicio de sus funciones.
19. Designa a los representantes de la Ciudad ante los organismos federales, ante todos los entes interjurisdiccionales y de regulación y control de los servicios cuya prestación se lleva a cabo de manera interjurisdiccional e interconectada, y ante los internacionales en que participa la Ciudad. Designa al representante de la Ciudad ante el organismo federal a que se refiere el artículo 75, inciso 2 de la Constitución Nacional.
20. Administra el Puerto de la Ciudad.
21. Otorga permisos y habilitaciones para el ejercicio de actividades comerciales y para todas las que están sujetas al poder de policía de la Ciudad, conforme a las leyes.
22. Crea un organismo con competencias en ordenamiento territorial y ambiental, encargado de formular un Plan Urbano y Ambiental. Una ley reglamentará su organización y funciones.
23. Ejecuta las obras y presta servicios públicos por gestión propia o a través de concesiones. Toda concesión o permiso por un plazo mayor de cinco años debe tener el acuerdo de la Legislatura. Formula planes, programas y proyectos y los ejecuta conforme a los lineamientos del Plan Urbano y Ambiental.
24. Administra los bienes que integran el patrimonio de la Ciudad, de conformidad con las leyes.
25. Recauda los impuestos, tasas y contribuciones y percibe los restantes recursos que integran el Tesoro de la Ciudad.
26. Convoca a referéndum y consulta popular en los casos previstos en esta Constitución.
27. Preserva, restaura y mejora el ambiente, los procesos ecológicos esenciales y los recursos naturales, reduciendo la degradación y contaminación que los afecten, en un marco de distribución equitativa. Promueve la conciencia pública y el desarrollo de modalidades educativas que faciliten la participación comunitaria en la gestión ambiental.
28. Adopta medidas que garanticen la efectiva igualdad entre varones y mujeres en todas las áreas, niveles jerárquicos y organismos.
29. Promueve la participación y el desarrollo de las organizaciones no gubernamentales, cooperativas, mutuales y otras que tiendan al bienestar general. Crea un registro para asegurar su inserción en la discusión, planificación y gestión de las políticas públicas.
30. Organiza consejos consultivos que lo asesoran en materias tales como niñez, juventud, mujer, derechos humanos, personas mayores o prevención del delito.
31. Administra y explota los juegos de azar, de destreza y de apuestas mutuas, según las leyes respectivas.
32. Las demás atribuciones que le confieren la presente Constitución y las leyes que en su consecuencia se dicten.